# Rumänska alfabetet
Det rumänska alfabetet är en utökning av det latinska alfabetet som används för att skriva på rumänska. Det består av 28 bokstäver:
A, a; Ă, ă; Â, â; B, b; C, c; D, d; E, e; F, f; G, g; H, h; I, i; Î, î; J, j; K, k; L, l; M, m; N, n; O, o; P, p; R, r; S, s; Ș, ș; T, t; Ț, ț; U, u; V, v; X, x; och Z, z.
Dessutom ingår bokstäverna Q, q; W, w; och Y, y i lånord och räknas därför till alfabetet.